# Гвозд (општина)
Гвозд је општина у Хрватској, у Сисачко-мословачкој жупанији.

## Историја
До територијалне реорганизације у Хрватској, налазио се у саставу старе општине Вргинмост.

## Становништво
На попису становништва из 2011. године, општина Гвозд је имала 2970 становника.
| Број становника према пописима | Број становника према пописима | Број становника према пописима | Број становника према пописима | Број становника према пописима | Број становника према пописима | Број становника према пописима | Број становника према пописима | Број становника према пописима | Број становника према пописима | Број становника према пописима | Број становника према пописима | Број становника према пописима | Број становника према пописима | Број становника према пописима | Број становника према пописима |
| ------------------------------ | ------------------------------ | ------------------------------ | ------------------------------ | ------------------------------ | ------------------------------ | ------------------------------ | ------------------------------ | ------------------------------ | ------------------------------ | ------------------------------ | ------------------------------ | ------------------------------ | ------------------------------ | ------------------------------ | ------------------------------ |
| 1857                           | 1869                           | 1880                           | 1890                           | 1900                           | 1910                           | 1921                           | 1931                           | 1948                           | 1953                           | 1961                           | 1971                           | 1981                           | 1991                           | 2001                           | 2011                           |
| 10.154                         | 10.847                         | 10.129                         | 12.618                         | 13.560                         | 14.663                         | 14.326                         | 16.032                         | 11.787                         | 12.468                         | 12.248                         | 11.125                         | 9.731                          | 8.082                          | 3.779                          | 2.970                          |